# Trichopolia
Trichopolia là một chi bướm đêm thuộc họ Noctuidae.

## Các loài
- Trichopolia dentatella Grote, 1883
- Trichopolia suspicionis Barnes & Benjamin, 1920